# Mr. Bennet
Mr. Bennet (Noah Bennet) és un personatge de ficció de la sèrie Herois, interpretat per Jack Coleman. Aquest personatge és el pare adoptiu de Claire Bennet i no té cap habilitat especial coneguda.

## Història
Aparentment el senyor Bennet porta una vida perfectament normal treballant en una fàbrica paperera i és pare de dos fills en una família de classe mitjana americana. En realitat, però, treballa per una poderosa organització internacional que s'encarrega d'identificar les persones amb habilitats especials.